# Saint-Michel-Escalus
Saint-Michel-Escalus är en kommun i departementet Landes i regionen Nouvelle-Aquitaine i sydvästra Frankrike. Kommunen ligger i kantonen Castets som tillhör arrondissementet Dax. År 2022 hade Saint-Michel-Escalus 324 invånare.

## Befolkningsutveckling
Antalet invånare i kommunen Saint-Michel-Escalus
Referens:INSEE